# Josh Williams
Josh Williams (* 18. April 1988 in Akron, Ohio) ist ein US-amerikanischer Fußballspieler, der als Abwehrspieler eingesetzt wird. Er steht derzeit bei Columbus Crew unter Vertrag.

## Werdegang
In seiner Jugend war er bei den Cleveland State Vikings aktiv. Seine erste Station als Profi war bis 2010 die Mannschaft der Cleveland Internationals. Danach wechselte er im September 2010 zur Columbus Crew nach Ohio. Sein erster Einsatz in der MLS war allerdings erst am 24. März 2012 bei einem 2:0-Sieg gegen Montreal Impact. Hier wurde er in der 75. Minute für Sebastián Miranda eingewechselt. Nach der Saison 2014 ging es für ihn weiter zum New York City FC, welchen er aber bei der Hälfte der Saison 2015 in Richtung Toronto FC verließ. Dort blieb er bis zum Ende der Saison 2016 und wechselte danach wieder zurück zu Columbus Crew.
Mit Toronto konnte er mit dem kanadischen Pokal in der Saison 2016 seinen bislang einzigen Titelgewinn feiern.